# Alice the Lumberjack
Série Alice Comedies
Alice's Brown Derby
(1926) Alice the Golf Bug
(1927)
Pour plus de détails, voir Fiche technique et Distribution.
Alice the Lumberjack est un court métrage d'animation américain muet de la série Alice Comedies sorti en 1926.

## Synopsis
Pete tente de kidnapper Alice alors qu'elle et Julius travaillent au bord de la rivière comme bûcherons.

## Fiche technique
- Titre original : Alice the Lumberjack
- Série : Alice Comedies
- Réalisation : Walt Disney
- Animation : Ub Iwerks, Rollin Hamilton, Hugh Harman, Rudolf Ising
- Encrage et peinture : Irene Hamilton, Walker Harman
- Photographie : Rudolf Ising
- Production : Margaret J. Winkler
- Société de production : Disney Brothers Studios
- Société de distribution : FBO pour Margaret J. Winkler (1926)
- Budget : 1 090,12 $
- Pays :  États-Unis
- Format d'image : noir et blanc - 35 mm - 1,37:1 - muet
- Genre : animation et prises de vues réelles
- Durée : 7 min
- Dates de sortie : 
  - Version muette : 27 décembre 1926[1]
  - Version sonorisée : ?

Source : Walt in Wonderland

## Distribution
- Margie Gay : Alice

## Commentaires
Produit en juillet 1926, le film a été livré le 19 août 1926. Le copyright a été déposé le 27 décembre 1926 par R-C Pictures Corp.  
Ce film est une nouvelle course-poursuite entre Pete le Kidnappeur, Alice la victime et Julius le sauveur.